# تشارلي وايتهيد
تشارلي وايتهيد (بالإنجليزية: Charlie Whitehead)‏ هو كاتب أغاني ومغني أمريكي، ولد في 12 سبتمبر 1942، وتوفي في 26 يونيو 2015.

## وصلات خارجية
- تشارلي وايتهيد على موقع ميوزك برينز (الإنجليزية)
- تشارلي وايتهيد على موقع ديسكوغز (الإنجليزية)